# Mjadra
Mjadra ou Mijadra (do árabe: مجدرة‎ mujadarah) é um prato da culinária árabe que consiste em lentilhas, arroz e decorado com fatias fritas de cebola.

## Nome e origem
Mujaddara é uma palavra árabe para "variolado"; as lentilhas entre o arroz se assemelham a marcas de varíolas. A primeira receita registrada de mjadra aparece no Kitab al-Tabikh, um livro de receitas compilado em 1226 por al-Baghdadi, no Iraque descrevia a receita como sendo arroz, lentilhas e carne, sendo servido desta forma durante celebrações. A receita sem carne era um prato árabe medieval comumente consumidos pelos pobres, a fama de ser um derivado do "prato de lentilhas" que Jacó usou para comprar o direito de primogenitura de Esaú. Por causa de sua importância na dieta, um ditado no mundo árabe oriental é: "Um homem com fome estaria disposto a vender sua alma por um prato de mjadra."